# Eraldo Ilari
Eraldo Ilari (Rimini, 29 marzo 1897 – 1972) è stato un generale e aviatore italiano.
Ufficiale dirigibilista del Regio Esercito, combatté durante la prima e la seconda guerra mondiale, e durante tale conflitto fu comandante della 4ª e 3ª Squadra aerea e Sottocapo di stato maggiore per le costruzioni e gli approvvigionamenti.

## Biografia
Nacque a Rimini il 29 marzo 1897, figlio di Antonino. dopo aver frequentato il Collegio militare di Roma, si arruolò nel regio Esercito incominciando a frequentare la Regia Accademia Militare di Torino, al termine della quale fu assegnato all'arma del Genio in qualità di sottotenente.
Prese parte alla prima guerra mondiale operando in qualità di dirigibilista. Il 18 agosto 1918 assunse il comando del dirigibile PV.2, di stanza sull'aerobase di Corneto-Tarquinia, con il compito di effettuare crociere di scorta alla nave postale per la Sardegna. Al termine del conflitto fu assegnato allo Stabilimento Costruzioni Aeronautiche in qualità di ufficiale addetto al montaggio e al collaudo dei dirigibili. Si distinse per aver salvato da sicura distruzione il grande dirigibile Roma appena completato e destinato alla consegna agli Stati Uniti d'America. Unico ufficiale a bordo, quando l'aeronave fu strappata dagli ormeggi da una violenta burrasca si adoperò incessantemente fino a che il dirigibile non fu posto in sicurezza.
Il 12 luglio 1921 eseguì, insieme con il comandante Raffaele Senzadenari il volo di collaudo del M.11 “Angelo Berardi”.
Il 5 maggio 1922, insieme con il maggiore Biffi, effettuò il volo di collaudo del dirigibile O.13, che il 22 dello stesso mese fu ufficialmente consegnato al governo argentino. Il 21 agosto 1923 prese parte a uno dei voli di collaudo del dirigibile ex tedesco LZ 120 Bodensee, ribattezzato "Esperia", che era stato ricondizionato presso il Reparto Allestimenti di Ciampino.
Con la costituzione della Regia Aeronautica, avvenuta nel 1923, entrò in servizio presso lo Stormo Dirigibili.
Nel 1924, 1925, 1926, 1927 prese parte alle relative edizioni della Coppa Gordon Bennett, una competizione internazionale destinata ai palloni a gas di ogni nazione, e che si disputava nel paese vincitore della precedente edizione. Il 19 agosto 1925 al comando del dirigibile N.2 da 7 200 m³. arrivò nel cielo di Augusta par partecipare alle grandi manovre della Regia Marina che prevedevano la partecipazione di oltre cento unità di vario tipo. A partire dal giorno 26 prese parte alle operazioni di ricerca del sommergibile Sebastiano Veniero affondato al largo di Capo Passero a seguito dello speronamento da parte del piroscafo Capena, il quale non si era accorto dell'accaduto proseguendo la sua navigazione.
Assegnato alla II Zona Aerea Territoriale, Il Maggiore Ilari assunse poi il comando dell'86º Gruppo da bombardamento marittimo con il quale prese parte con il Capitano Giuseppe Marini ed il Tenente Pietro Sordi alla Crociera aerea del Mediterraneo Orientale dal 5 giugno al 19 giugno del 1929 al comando del Colonnello Aldo Pellegrini con il Generale Francesco de Pinedo ed il sottosegretario all'Aeronautica S. E. Italo Balbo, partecipò alla Crociera aerea transatlantica Italia-Brasile come comandante della base di Bolama, e a quella del Decennale come comandante della base di Terranova. Nel 1933 fu promosso colonnello a scelta assoluta.
Quando nel 1934 il generale Francesco Pricolo fu nominato Sottocapo di Stato maggiore della Regia Aeronautica, egli assunse l'incarico di suo Capo di Gabinetto. Pricolo si lamentò che lui, ex dirigibilista, avesse passato sei anni dietro una scrivania trascurando le necessarie ore di volo per mantenere la semestrale abilitazione al pilotaggio, e gli impose di mettersi in regola. Nel maggio 1935 fu promosso al grado di generale di brigata aerea a scelta assoluta.
A partire dal 16 maggio 1939 assunse il comando della IV Zona Aerea Territoriale, sostituendo il parigrado generale di squadra aerea Mario Ajmone Cat. Mantenne tale incarico anche nei primi mesi dopo l'entrata in guerra dell'Italia, avvenuta il 10 giugno 1940. Il 28 ottobre dello stesso anno le truppe italiane attaccarono la Grecia, e il 30 dicembre egli assunse il comando della 4ª Squadra aerea avente Quartier generale a Bari. Tale grande unità fu impegnata duramente sul fronte albanese, e successivamente su quello jugoslavo. Lasciò incarico il 25 giugno 1941, assumendo il giorno successivo il comando della 3ª Squadra aerea. Il 1º agosto fu insignito del titolo di Commendatore dell'Ordine militare di Savoia. Il 6 ottobre 1942 lasciò il comando della 3ª Squadra aerea per andare a Roma, presso lo Stato maggiore della Regia Aeronautica, in qualità di Sottocapo di Stato maggiore per le costruzioni e gli approvvigionamenti. Il 7 febbraio 1943 presiedette una riunione in cui si doveva definire il progetto della prevista missione su New York, con decollo dalla zona di Bordeaux e ammaraggio in oceano Atlantico per prelevare da un sommergibile il carburante necessario per il volo di ritorno. Per effettuare tale volo fu dapprima considerato l'idrovolante quadrimotore CANT Z.511, scartato poi a favore del velivolo quadrimotore terrestre Savoia-Marchetti S.M.95.
L'8 agosto 1943, vista la grave situazione bellica, riprese il comando della 3ª Squadra aerea, ormai in prima linea nel contrastare le truppe anglo-americane dopo lo sbarco in Sicilia.
Il 6 settembre 1943 il Ministro dell'Aeronautica Renato Sandalli informò il Sottocapo di stato maggiore, generale di squadra aerea Giuseppe Santoro, e il comandante della 3ª Squadra aerea (con Quartier generale a Roma) dell'avvenuta firma dell'armistizio, dando loro le prime precise istruzioni su come comportarsi. Sandalli chiamò a Roma per il giorno successivo, il 7 settembre, i generali di squadra aerea comandanti la 1ª, 2ª, 3ª e 4ª Squadra e del comando aeronautico di Sardegna, Corsica e Albania, mettendoli pienamente al corrente delle misure che andavano prese al momento della proclamazione dell'armistizio, in vista dell'inevitabile reazione tedesca.
Dopo la proclamazione ufficiale dell'armistizio, l'8 settembre 1943, egli rimase fedele al legittimo governo Badoglio.
L'8 ottobre successivo lasciò l'incarico di Sottocapo di Stato maggiore per le costruzioni e gli approvvigionamenti, e il 18 giugno 1944 quello di comandante della 3ª Squadra aerea, per assumere il comando della IV Zona Aerea Territoriale, e successivamente quello di Capo di Gabinetto presso il Ministero dell'Aeronautica. Dopo la fine della guerra abbandonò la vita militare, divenendo Consigliere di amministrazione della ditta Aeronautica Macchi di Varese. Nel 1960 fu tra i soci fondatori del Rotary Club di Roma. Si spense nel 1972.

### Annotazioni
1. ↑  Oltre ai due, l'equipaggio era composto dagli ingegneri Nobile, Pesce e Zezi, il tenente Calderara, il capitano Pio Revello e il tenente Urani.
2. ↑  Il recordman delle partecipazioni italiane fu il generale Giuseppe Valle, che disputò ben sei edizioni: 1913, 1920, 1921, 1922, 1924 e 1925.
3. ↑  Quando assunse il comando della IV Z.A.T., su disposizione di Pricolo dovette conseguire l'abilitazione al pilotaggio di ogni tipo di velivolo in dotazione ai reparti al suo comando, cosa che fece non senza fatica.

### Fonti
1. 1 2 3 4 5 6 7 8 9 10  Mancini 1936, p. 358.
2. ↑  Ufficio Storico dell'Aeronautica Militare 1969, p. 107.
3. ↑  Pesce 1982, p. 68.
4. ↑  Pesce 1982, p. 81.
5. ↑  Pesce 1982, p. 67.
6. ↑  Pesce 1982, p. 90.
7. 1 2  Pesce 1982, p. 106.
8. 1 2  Ferrari 2005, p. 160.
9. ↑  Ferrari 2005, p. 161.
10. ↑  Pricolo 1967, p. 67.
11. 1 2  Cersosimo 2014, p. 14.
12. 1 2 3  Dunning 1988, p. 3.
13. 1 2 3  Pettibone 2010, p. 99.
14. ↑  Patricelli 2009, p. 115.
15. 1 2  Sito web del Quirinale: dettaglio decorato.
16. ↑  Bollettino Ufficiale 1941, disp.40, pag.1741.
17. ↑  Gazzetta Ufficiale del Regno d'Italia n.168 del 22 luglio 1936.
18. ↑  Gazzetta Ufficiale del Regno d'Italia n.86 del 13 aprile 1937.
19. ↑  Gazzetta Ufficiale del Regno d'Italia n.224 del 26 settembre 1925.

### Pubblicazioni
- Giovan Battista Cersosimo, Il generale Mario Ajmone Cat (1894-1952), in Il Corriere dell'Aviatore, n. 3/4, Roma, Associazione Nazionale Ufficiali Aeronautica, marzo-aprile 2014,  pp. 13-15.